# 폴 보니파스

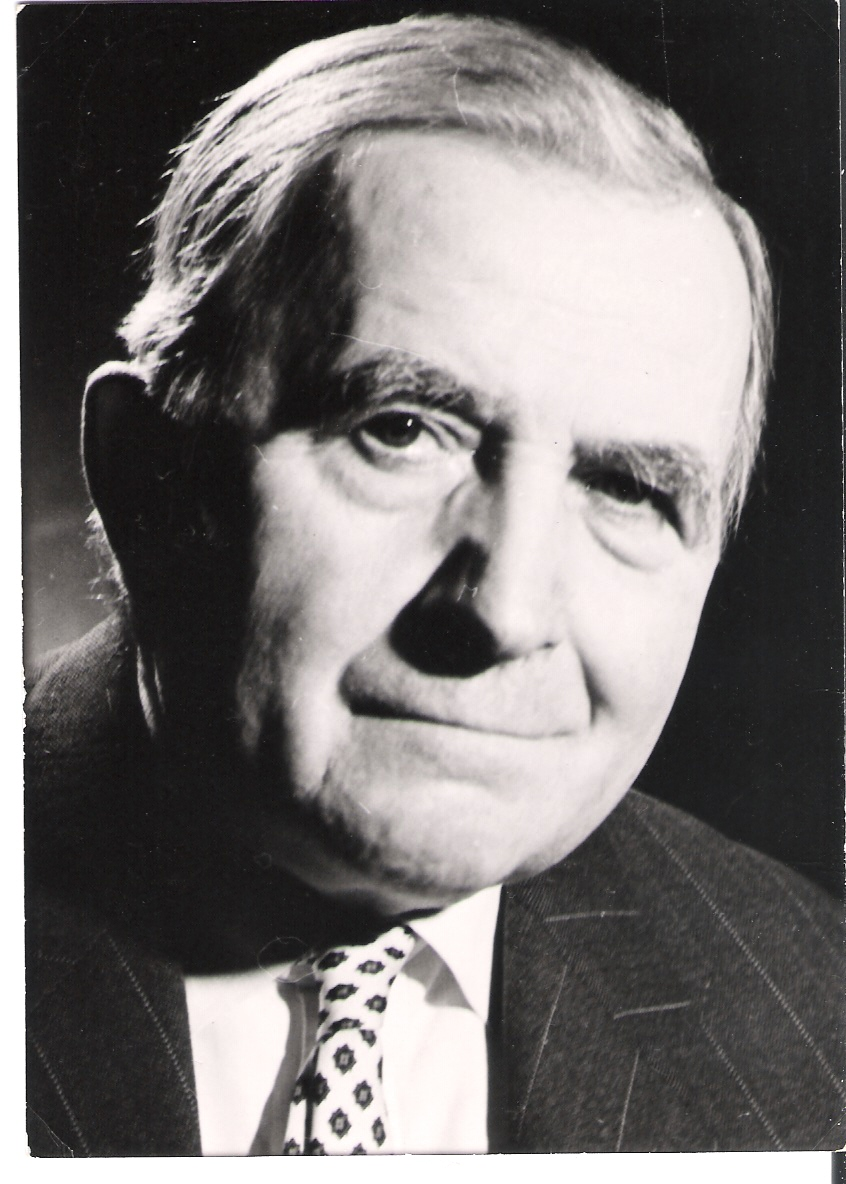

폴 보니파스(Paul Bonifas, 1902년 6월 3일 ~ 1975년 11월 9일)는 프랑스의 배우이다.
파리에서 태어났다.

## 영화
- 스파이 오퍼레이션 2 (1974년)
- 마지막 열차 (1973년)
- 엑스트라 인생 (1973년)
- 배신자 (1970년)
- 당나귀 공주 (1970년)
- 파리는 불타고 있는가? (1966년)
- 대열차 작전 (1964년)
- 샤레이드 (1963년)
- 이수 (1961년)
- 지골로 (1960년)
- 진실 (1960년)
- 프랑스인 조니 (1946년)